# Arthrostemma lanceolatum
Arthrostemma lanceolatum là một loài thực vật có hoa trong họ Mua. Loài này được (DC.) Griseb. mô tả khoa học đầu tiên năm 1860.